# Aplosonyx rufipennis
Aplosonyx rufipennis (лат.) — вид жуков-листоедов рода Aplosonyx из подсемейства козявки (Galerucinae, Chrysomelidae). Распространен в Юго-Восточной Азии: Китай (Шанхай, Юньнань); Вьетнам, Индия. Мелкие жуки (длина тела около 5 мм). Этот вид можно отличить от других видов по чёрным голове и переднеспинке и красновато-коричневым надкрыльям без пятен. Голова, антенны, переднеспинка, щитик и ноги чёрные, надкрылья красновато-коричневые, вентральная поверхность торакса жёлтая с боковой областью чёрная, брюшко жёлтое. Пронотум в 1,8 × шире своей длины, боковая граница окаймлена, наиболее широкая в задних углах; диск с глубокой поперечной бороздой, менее отчётливой, гладкой и пунктированной посередине; покрыт несколькими крупными точками в борозде и редкими мелкими точками в других частях пронотума. Щитик треугольный, мелко покрыт пунктировкой. Голова маленькая, лобные бугорки отчётливые, усики тонкие, доходят до середины каждого надкрылья, в целом три базальных антенномера блестящие, антенномер 2 самый короткий, антенномер 3 длиннее антенномера 2, антенномер 4 самый длинный и длиннее антенномеров 2 и 3 вместе взятых. Пронотум шире головы, почти в 2 раза шире её длины.